# カラーズ (企業)
株式会社カラーズ（登記社名: 株式会社Colors、英: Colors,inc.）は、東京都北区に本社を置く、サービスプロバイダを中心にECサイトの企画運営、システム開発受託、デザイン受託、ネットマーケティングコンサルティング、通販コンサルティングを展開する企業。

## 概要
2011年2月に設立。インターネット関連受託事業を行いながら、結婚式をサポートする総合情報サイト アンシェウェディングの運営を行う。2017年5月、情報メディアアンシェウェディング結婚式準備ガイドを開始。2017年8月ネット引き出物直販サービス・アンシェウェディングギフトを開始。2019年5月、結婚式の出欠返信ハガキに代わる「返信カード」により、出欠返信をスマホやパソコンから返信できる無料サービスを開始。2021年2月、結婚報告と内祝いを同時に送付するサービスのリリースに合わせて、産学連携の取り組みとしてモード学園の生徒と商品デザイン制作を行う。同年3月、新型コロナウイルス感染拡大における結婚式の調査を行い、挙式後でもキャンセルできる引き出物カードのサービスを開始。フードロスを防ぐためキャンセルになった引き出物商品を養護施設の子どもたちへ配布を行う。2021年7月、新しい生活様式のお部屋探しをサポートする「ElCie Room（エルシェルーム）」を開始。

## 沿革
- 2011年2月 - インターネットコンサル事業を開始。
- 2017年5月 - ウェディング情報サイト「アンシェウェディングブログ」の運営開始
- 2017年8月 - 引き出物直販サイト「アンシェウェディングギフト」の運営開始
- 2017年10月 - 引き出物直販サイト「アンシェ便」の運営開始
- 2019年5月 - ネットで出欠返信ができる招待状「アンシェウェディングペーパー」の運営開始。
- 2021年2月 - 挙式後でもキャンセルできる引出物カード「Ciel（シエル）」のサービス開始[7]。
- 2021年3月 - 結婚報告レターと同時に贈れるお返しサービス「アンシェウェディングお返し」のサービス開始[9]。
- 2021年7月 - 新しい生活様式のお部屋探しをサポートする「ElCie Room（エルシェルーム）」のサービス開始[10]